# Frederic William Henry Myers
Frederic William Henry Myers (Keswick, 6 februari 1843 - Rome, 17 januari 1901) was een Brits dichter, filoloog en medeoprichter van de Society for Psychical Research.
Hij gebruikte het woord telepathie voor het eerst.
- Biblioteca Nacional de España: XX1376306
- Bibliothèque nationale de France: cb12686088t (data)
- Catàleg d'autoritats de noms i títols de Catalunya: 981058615174206706
- CiNii: DA04903012
- Gemeinsame Normdatei: 120996197
- International Standard Name Identifier: 0000 0001 1446 199X
- Library of Congress Control Number: n50027829
- Nationale Bibliotheek van Letland: 000077311
- MusicBrainz: 2c311b89-fdd7-49c1-be36-eb80e6475cd1
- Bibliotheek van het Japanse parlement: 00550806
- Nationale Bibliotheek van Tsjechië: jo2011555992
- Nationale bibliotheek van Australië: 35371226
- Nationale Bibliotheek van Israël: 987007303601305171
- Nederlandse Thesaurus van Auteursnamen: 070339783
- SNAC: w6668t5z
- Système universitaire de documentation: 028524799
- Trove: 929077
- Virtual International Authority File: 64127663
- WorldCat: E39PBJht47cptyFMrYcfV49MT3